# We Don't Belong Here
We Don't Belong Here est le premier album studio de Violent Soho, sorti le 7 juin 2008 sur le label de Magic Dirt, Emergency Music.

## Historique
Le son et l'énergie à la fois rock alternatif, punk et grunge de cet album est remarqué par les critiques,. De nombreux morceaux de l'album ont été remasterisés et réécrits pour l'album éponyme de Violent Soho, qui est considéré par beaucoup comme le premier véritable album du groupe.

## Liste des pistes
Toute la musique est composée par Violent Soho.
| 1.    | Love Is A Heavy Word      | 2:44 |
| 2.    | Jesus Stole My Girlfriend | 2:29 |
| 3.    | Son Of Sam                | 3:39 |
| 4.    | Muscle Junkie             | 3:15 |
| 5.    | My Generation             | 3:14 |
| 6.    | Dumb Machine              | 3:37 |
| 7.    | Bombs Over Broadway       | 3:34 |
| 8.    | Birth Of The Teen-Age     | 7:10 |
| 9.    | Outsider                  | 3:04 |
| 10.   | Scrape It                 | 3:27 |
| 36:14 |                           |      |

## Personnel
- Produit par Dean Dirt
- Production supplémentaire sur les pistes 5 et 7 par Bryce Moorhead
- Pistes 1, 4-8 enregistrées et mixées avec Bryce Moorhead aux Zero Interference Studios, Brisbane.
- Pistes 2, 3, 9 et 10 enregistrées et mixées avec Sloth aux HeadGap Studios, Melbourne.
- Masterisé par Lindsay Gravina aux Birdland Studios, Melbourne.
- Œuvre de Luke Boerdam
- Photographie de Brad Hymie